# Raul Ruiz (polityk)
Raul Ruiz (ur. 25 sierpnia 1972 w Zacatecas w Meksyku) – amerykański polityk, członek Partii Demokratycznej.

## Działalność polityczna
Od 3 stycznia 2013 jest przedstawicielem 36. okręgu wyborczego w stanie Kalifornia w Izbie Reprezentantów Stanów Zjednoczonych.